# Costanza Cocconcelli
Costanza Cocconcelli (Bolonia, 26 de enero de 2002) es una deportista italiana que compite en natación.
Ganó una medalla de plata en el Campeonato Mundial de Natación en Piscina Corta de 2022 y tres medallas de plata en el Campeonato Europeo de Natación en Piscina Corta, en los años 2021 y 2023.

## Palmarés internacional
| Campeonato Mundial en Piscina Corta | Campeonato Mundial en Piscina Corta | Campeonato Mundial en Piscina Corta | Campeonato Mundial en Piscina Corta |
| Año                                 | Lugar                               | Medalla                             | Prueba                              |
| ----------------------------------- | ----------------------------------- | ----------------------------------- | ----------------------------------- |
| 2022                                | Melbourne (Australia)               | Medalla de plata                    | 4 × 50 m estilos mixto              |
| Campeonato Europeo en Piscina Corta |                                     |                                     |                                     |
| Año                                 | Lugar                               | Medalla                             | Prueba                              |
| 2021                                | Kazán (Rusia)                       | Medalla de plata                    | 4 × 50 m libre mixto                |
| 2023                                | Otopeni (Rumania)                   | Medalla de plata                    | 4 × 50 m libre                      |
| 2023                                | Otopeni (Rumania)                   | Medalla de plata                    | 4 × 50 m estilos                    |